# Lista siturilor arheologice din județul Harghita - E
Lista siturilor arheologice din județul Harghita - E conține toate siturile arheologice din județul Harghita înscrise în Repertoriul Arheologic Național (RAN) și aflate în localități al căror nume începe cu litera E. RAN este administrat de Ministerul Culturii și Patrimoniului Național și cuprinde date științifice, cartografice, topografice, imagini și planuri, precum și orice alte informații privitoare la zonele cu potențial arheologic, studiate sau nu, încă existente sau dispărute.
Puteți căuta un sit din localitățile care încep cu litera E folosind formularul de mai jos sau puteți naviga prin toate siturile din județ la Lista siturilor arheologice din județul Harghita.
| Cod RAN                                  | Denumire | Localitate                   | Adresă                       | Datare                          | Descoperit | Coordonate                                    | Imagine           | Erori            |
| ---------------------------------------- | --- | ---------------------------- | ---------------------------- | ------------------------------- | ---------- | --------------------------------------------- | ----------------- | ---------------- |
| 85617.01.01 (Cod LMI: HR-I-m-B-12666.03) | Situl arheologic de la Eliseni - "Cimitirul lui Lod" / ansamblu anonim (Categorie: locuire civilă) (Tip: Așezare)                      | sat Eliseni, comuna Secuieni | cimitirul lui Lod            | Wietenberg                      |            |                                               | Încărcați imagine | Raportați eroare |
| 85617.01.02 (Cod LMI: HR-I-m-B-12666.02) | Situl arheologic de la Eliseni - "Cimitirul lui Lod" / ansamblu anonim (Categorie: locuire civilă) (Tip: Așezare)                      | sat Eliseni, comuna Secuieni | cimitirul lui Lod            | geto-dacică                     |            |                                               | Încărcați imagine | Raportați eroare |
| 85617.01.03 (Cod LMI: HR-I-m-B-12666.01) | Situl arheologic de la Eliseni - "Cimitirul lui Lod" / ansamblu anonim (Categorie: locuire civilă) (Tip: Așezare)                      | sat Eliseni, comuna Secuieni | cimitirul lui Lod            | sec. VII - IX                   |            |                                               | Încărcați imagine | Raportați eroare |
| 85617.01.04 (Cod LMI: HR-I-s-B-12666)    | Situl arheologic de la Eliseni - "Cimitirul lui Lod" / ansamblu anonim (Categorie: locuire civilă) (Tip: Așezare)                      | sat Eliseni, comuna Secuieni | cimitirul lui Lod            |                                 |            |                                               | Încărcați imagine | Raportați eroare |
| 85617.01.05 (Cod LMI: HR-I-s-B-12666)    | Situl arheologic de la Eliseni - "Cimitirul lui Lod" / ansamblu anonim (Categorie: locuire civilă) (Tip: Așezare)                      | sat Eliseni, comuna Secuieni | cimitirul lui Lod            |                                 |            |                                               | Încărcați imagine | Raportați eroare |
| 85617.01.06 (Cod LMI: HR-I-s-B-12666)    | Situl arheologic de la Eliseni - "Cimitirul lui Lod" / ansamblu anonim (Categorie: locuire civilă) (Tip: Locuire)                      | sat Eliseni, comuna Secuieni | cimitirul lui Lod            |                                 |            |                                               | Încărcați imagine | Raportați eroare |
| 85617.02.01                              | Așezarea preistorică de la Eliseni - "Ocsvere" / ansamblu anonim (Categorie: locuire civilă) (Tip: Așezare)                            | sat Eliseni, comuna Secuieni | Ocsvere                      |                                 |            | 46°16′48″N 24°56′19″E / 46.28003°N 24.93864°E | Încărcați imagine | Raportați eroare |
| 85617.02.02                              | Așezarea preistorică de la Eliseni - "Ocsvere" / ansamblu anonim (Categorie: locuire civilă) (Tip: Așezare)                            | sat Eliseni, comuna Secuieni | Ocsvere                      | Coțofeni                        |            | 46°16′48″N 24°56′19″E / 46.28003°N 24.93864°E | Încărcați imagine | Raportați eroare |
| 85617.02.03                              | Așezarea preistorică de la Eliseni - "Ocsvere" / ansamblu anonim (Categorie: locuire civilă) (Tip: Așezare)                            | sat Eliseni, comuna Secuieni | Ocsvere                      | sec. IV                         |            | 46°16′48″N 24°56′19″E / 46.28003°N 24.93864°E | Încărcați imagine | Raportați eroare |
| 85617.03                                 | Obiecte preistorice la Eliseni (Categorie: descoperire izolată) (Tip: obiect izolat)                                                   | sat Eliseni, comuna Secuieni |                              |                                 |            |                                               | Încărcați imagine | Raportați eroare |
| 85617.04.01                              | Satul medieval de la Eliseni - "Vatra satului" / ansamblu anonim (Categorie: locuire civilă) (Tip: așezare rurală)                     | sat Eliseni, comuna Secuieni | Vatra satului                |                                 |            | 46°17′33″N 24°56′24″E / 46.29253°N 24.94004°E | Încărcați imagine | Raportați eroare |
| 85617.05.01                              | Biserica reformată de la Eliseni - Vatra satului / ansamblu anonim (Categorie: structură de cult/religioasă) (Tip: biserică reformată) | sat Eliseni, comuna Secuieni | Vatra satului                |                                 |            | 46°17′33″N 24°56′26″E / 46.2925°N 24.94051°E  | Încărcați imagine | Raportați eroare |
| 85617.06.01                              | Așezarea medievală de la Eliseni -"Vatra satului", nr. 194 / ansamblu anonim (Categorie: locuire civilă) (Tip: Așezare)                | sat Eliseni, comuna Secuieni | nr. 194, punct Vatra satului | sec. XII-XII, XIV, XV-XVI, XVII |            |                                               | Încărcați imagine | Raportați eroare |
| 85617.07.01                              | Castelul de la Eliseni / ansamblu anonim (Categorie: construcție) (Tip: Castel)                                                        | sat Eliseni, comuna Secuieni | Castelul Kemeny              | sec. XVIII-XIX                  |            | 46°17′24″N 24°56′24″E / 46.28994°N 24.94005°E | Încărcați imagine | Raportați eroare |
| 85617.08.01                              | Așezarea preistorică de la Eliseni -"Császlód" / ansamblu anonim (Categorie: locuire civilă) (Tip: Așezare)                            | sat Eliseni, comuna Secuieni | Császlód                     | Coțofeni                        |            |                                               | Încărcați imagine | Raportați eroare |
| 85617.08.02                              | Așezarea preistorică de la Eliseni -"Császlód" / ansamblu anonim (Categorie: locuire civilă) (Tip: Așezare)                            | sat Eliseni, comuna Secuieni | Császlód                     |                                 |            |                                               | Încărcați imagine | Raportați eroare |
| 85617.08.03                              | Așezarea preistorică de la Eliseni -"Császlód" / ansamblu anonim (Categorie: locuire civilă) (Tip: Așezare)                            | sat Eliseni, comuna Secuieni | Császlód                     |                                 |            |                                               | Încărcați imagine | Raportați eroare |
| 85617.09.01                              | Posibila așezare de la Eliseni - "Pețitor" / ansamblu anonim (Categorie: locuire civilă) (Tip: Locuire)                                | sat Eliseni, comuna Secuieni | Pețitor                      | dacică                          |            |                                               | Încărcați imagine | Raportați eroare |
| 85617.10.01                              | Fortificația dacică de la Eliseni - "Cetate" / ansamblu anonim (Categorie: locuire civilă) (Tip: Cetate)                               | sat Eliseni, comuna Secuieni | Cetate                       | dacică                          |            | 46°17′34″N 24°54′36″E / 46.29264°N 24.90992°E | Încărcați imagine | Raportați eroare |
| 85617.11.01                              | Așezarea de epoca migrațiilor de la Eliseni - "Bedecs" / ansamblu anonim (Categorie: locuire civilă) (Tip: Așezare)                    | sat Eliseni, comuna Secuieni | Bedecs                       |                                 |            |                                               | Încărcați imagine | Raportați eroare |